# Reteporella verecunda
Reteporella verecunda är en mossdjursart som först beskrevs av Hayward och Cook 1983.  Reteporella verecunda ingår i släktet Reteporella och familjen Phidoloporidae. Inga underarter finns listade i Catalogue of Life.